# Trzęsienie ziemi na Wyspach Salomona (2013)
Trzęsienie ziemi na Wyspach Salomona – trzęsienie ziemi o magnitudzie 8, którego epicentrum znajdowało się w odległości ok. 5 km od Wysp Santa Cruz w archipelagu Wysp Salomona, na głębokości 28,7 km. Główny wstrząs nastąpił 6 lutego 2013, po południu, około godz.12:12 czasu lokalnego.
Trzęsienie ziemi nastąpiło na skutek starcia się między sobą dwóch płyt tektonicznych indoaustralijskiej i pacyficznej, zarejestrowano również dwa wstrząsy wtórne, o magnitudzie 6,3 i 6,6 w skali Richtera. Fale tsunami o wysokości około 1-1,5 m, spowodowane trzęsieniem, dotarły m.in.: do wybrzeży wysp w archipelagu Salomona, wschodnich wybrzeży Nowej Kaledonii, oraz Wysp Lojalności.